# Acropogon calcicola
Acropogon calcicola är en malvaväxtart som beskrevs av Philippe Morat och Chalopin. Acropogon calcicola ingår i släktet Acropogon och familjen malvaväxter. Inga underarter finns listade i Catalogue of Life.